# IRIS PC-16
IRIS PC-16 је IBM PC клон, са Intel 8088 процесором на 8Mhz, којег је Институт за рачунарске и информационе системе Енергоинвест - ИРИС развио у сарадњи са компанијом ACS (Advanced Computing Systems) из Даласа, Тексас, САД. Иако ИРИС није покренуо производњу матичних плоча у Југославији, на основу лиценци IRIS PC-16 сматрао се потпуно југословенским производом. 

## Техничке карактеристике
- Микропроцесор:  Intel 8088 на 8Mhz

- Примарна меморија: 1 MB;
- Копроцесор: опционо Intel 8087;
- Секундарна меморија: Winchester диск 20 MB;
- Оперативни систем: IRIS-DOS, опционо MS-DOS, CP/M, iRMX-86, Unix или IRIS MITE-86 за рад у реалном времену;
- Монитор: RGB колор CGA 640x200
- Мрежа: спреман за везивање асихорним или синхорним линијама на велике рачунаре, као и у локалне мреже типа Ethernet и IBM LAN;

## Развој
На основу лиценце за Microsoft MS-DOS и OEM кита за адаптацију, 1985. ИРИС-ови стручњаци праве адаптацију за матичну плочу коју је развила ACS (Advanced Computing Systems), стварајући IRIS-DOS. Занимљиво је да је развој софтвера вреднован више него развој хардвера (матичне плоче), те уз доплату од стране ACS, ИРИС постаје носилац права за хардвер, а ACS добија лиценцу за коришћење IRIS-DOS-a у САД. 
Након успјешно обављеног посла један од стручних руководилаца пројекта др. Милан Миленковић објавио је књигу "Operating Systems: Concepts and Design".
У сврху обуке кадрова, уходавања технолошких процеса производње, пратеће опреме, припреме пратећих штампаних материјала, као и пратећих пословних апликација, ИРИС инвестира у пројекат IRIS-8 (Apple II клон), фирме SPE Eletronic Бранислава Ступара. То се показало као одличан пословни потез и производња IRIS-8, углавном намењеног школама, је пресудно допринијела тржишном успијеху IRIS PC-16.

## Наступ на тржишту
У склопу активности за истраживање, припрему и наступ на тржишту ИРИС сарађује са водећом маркетиншком агенцијом ОССА Сарајево.
Упркос увријеженом мишљењу југословенско тржиште рачунара је било добро снабдевено свим моделима персоналних рачунара скоро као и светско, уз изузетак да су због високе цијене реално били доступни само предузећима. 
Чак и у Сарајеву је постојала озбиљна конкуренција са стране УНИС-а и њихове кооперације са компанијом NCR (National Cach Register Corporation), традиционалог произвођача биро опреме. 
ИРИС је тржишту приступио нудећи развијене дистрибутиране информационе системе, са одличном апликативном подршком и властитим мрежним рјешењима.
Такође, у склопу подизања опште информатичке културе, образовања кадрова и промоције јефтини модел IRIS 8 је углавном дониран школама и образовним институцијама.
ИРИС-ов најбољи "show-room" је била зграда дирекције Енергоинвеста у којој је уз ИРИС-ову дигиталну телефонску централу, функционисала локална мрежа од око двије стотине IRIS PC-16 рачунара повезаних оптичким кабловима.
Занимљив је и утицај IBM-ових PC-ја на тржиште персоналних рачунара и питање компатибилности софтвера писаног за IBM PC, у смислу настајећег софтверског тржишта. 

### Цијена
Цијена по којој се 1986-1987 IRIS PC-16 у комплету са штампачем, колор монитором, конфигурације 512 kbajta RAM, две дискетне јединице, хард диском 20 MB, продавaо на југословенском тржишту износила је 6 милиона динара. Продавао се по дупло већој цијени на домаћем тржишту у односу на једнако опремљене моделе и осам пута скупље у односу на иностранство.

## Особености

### Компатибилност
Судећи по могућности покретања игара попут  Flight simulator, Digger, Dechatlon и других програма који су радили без проблема IRIS PC-16 је био потпуно софтверски компатибилан са IBM PC.

### Мрежа
ИРИС је на југословенско тржиште увео експлоатацију PC рачунарских мрежа (IRIS PC LAN), компатибилну са IEEE 802.5 i IBM token ring стандардима, касније и ethernet, омогућавајући повезивање великог броја (до 255) персоналних рачунара који се налазе на широком локалитету уз комуникацију, пренос порука и датотека и дијељење ресурса између рачунара у мрежи као и мултикориснички рад и повезивање са централним рачунарима типа IRIS-32, IBM, UNIVAC, HONEYWEL.

#### YU слова
У BIOS ROM, IRIS PC-16 је имао уграђена и YU слова (š,č,ć,đ и ž).

## Награде и признања
Загребачки магазин Старт проглашава IRIS PC-16 као најбољи естетски дизајн у категорији техничких уређаја, на Сајму технике у Београду ИРИС за овај уређај добија сајамску награду за врхунску технологију.

## Пратећи материјали
IRIS PC-16 је испоручиван првенствено као заокружен пословни информациони систем уз сву неопходну апликативну подршку. Основна упутства за употребу, популарно названа "жута библија" долазила су у три тома: "Основно упутство за руковање хардвером", "Приручник за DOS" и "Приручник за BASIC".